# Benzonsdal
Benzonsdal är en herrgårdsbyggnad söder om tätorten Tåstrup i Ishøjs kommun, Danmark. Herrgården har ägts av familjen Lerche sedan 1853, och  dessförinnan av familjen Benzon. 
Det nuvarande herrgårdshuset uppfördes 1856.